# الشارف
الشارف بلدية بولاية الجلفة الجزائرية.حيث يعود تاريخ إنشائها إلى سنة 1300 م وهي تحتل موقعا إستراتيجيا هاما وكانت تسمى «تاولفين» أسسها سيدي علي بن محمد وأستضافه أولاد سيدي بوزيد ليتزوج منهم ويستقر بهذه المنطقة، ونظرا لكونها محاذية للطريق الوطني رقم: 46 الذي هو همزة وصل بين ولاية الجلفة وولايات الغرب والجنوب الذي بإمكانه أن يؤهلها اقتصاديا بعدما تمت الموافقة على تعديل مخطط التهيئة والتعمير الذي ركز على توسيعها. ومن جهة أخرى تعتبر بوابة الولاية من الجهة الغربية
كما انها تتربع على مساحة قدرها:1400 كلم2 مربع تقريبا ويبلغ عدد سكا نها 24000 نسمة وتتميز بطا بعها الفلاحي كما تزخر بثروات لاباس بها منها السياحية كمطقة الحمام المعدني الذي اثبتث الدراسات ان مياهها غنية بعناصر علاجية كون مخزون مياهها بجانب بركان وهذا ما تلاحظه من خلال الطابع الجغرافي للمنطقة كما أنه تمت الموافقة عليه من طرف وزارة الساحة كمعلم سياحي ذو أهمية بالغة وتجري به الأشغال لتوسعته وتهيئته. وما يضفيه من رونق على المنطقة، السد المائي الذي أصبح وجهة للسياح والصيادين بالقرب من الحمام وثروة غابية لاباس بها مزروعة كدرع لمقاومة التصحر وزحف الرمال، وثروة حيوانية لكون غطائها النباتي شبه صحرواي ويغلب عليه الطابع الرعوي الجلفة.
تظم البلدية مجموعة من القرى الريفية والتي تحمل في الغالب أسماء أمازيغية ك: التوازي، توزارة، تزروقت

## جغرافيا

### المناخ
كون بلدية الشارف تقع غرب ولاية الجلفة وتمر عليها نفس السلسلة الجبلية فهي تتمتع بنفس المناخ القاري البارد شتاء والحار صيفا
بحيث تشهد صقوط الثلوج شتاء وتدني درجات الحرارة إلى مادون الصفر

## السكان
ينحدر غالبية سكان هذه المنطقة من البدو الرحل الذين كانوا يرتحلون باستمرار بين الصحاري والاعراق حيث ان جزئ كبير منهن استقر شمال الصحراء الكبرى بالجزائر وليبيا وتونس والمغرب
وتعكس لنا طريقة عيشهم باعتمادهم بدرجة كبيرة على رعي الاغنام وتربية الإبل والماعز وغيرها مما اعتاد عليه البدو الرحل

## الطابع النباتي
تزخر البلدية بالعديد من الأنواع النباتية كالحلفاء التي باتت منقرضة في ولاية الجلفة
تتركز غابات الصنوبر والبلوط في المناطق ذات الارتفاع فوق 1200 م على سطح البحر وخصوصا بالوجه الشمالي لجبال الشارف في حين ينتشر العرعار في التضاريس الوعرة الصخرية لتحل محله مجتمعات الحلفاء تدريجيا في الهضاب المنبثقة عنها في حين أن الزراعات المسقية تتركز على الأراضي الخصبة على أطراف الوديان وفي المنخفضات كما تنتشر الزراعات غير المسقية خصوصا زراعة القمح والشعير

## وصلات خارجية
- أصول قصر الشارف... سيدي عبد العزيز الحاج

1. ↑  "Wilaya de Djelfa : répartition de la population résidente des ménages ordinaires et collectifs, selon la commune de résidence et la dispersion" (PDF). مؤرشف من الأصل (PDF) في 2024-01-18.. Données du recensement général de la population et de l'habitat de 2008 sur le site de l'الديوان الوطني للإحصائيات (الجزائر).
2. ↑  GeoNames (بالإنجليزية), 2005, QID:Q830106
3. ↑  "Bots verification - التحقق البشري". djelfainfo.dz. مؤرشف من الأصل في 2024-01-18. اطلع عليه بتاريخ 2024-01-18.